# Braunbrustsittich
Der Braunbrustsittich (Pyrrhura calliptera) auch Prachtflügelsittich genannt, ist eine Vogelart aus der Gattung der Rotschwanzsittiche (Pyrrhura). Die Art ist ein Endemit der Anden Kolumbiens. Der Bestand wird von der IUCN als gefährdet (Vulnerable) eingeschätzt. Die Art gilt als monotypisch.

## Merkmale
Die Braunbrustsittich erreicht eine Körperlänge von etwa 22–23 Zentimetern. Er ist überwiegend grün und braunrot. Der Schnabel ist hellgelb. Der Oberkopf ist braun, der Nacken ist braun mit grünlichen Federrändern. Die Wangen sind dunkel grünlich, die Ohrdecken rot. Um das Auge findet sich ein weißer Ring. Der Hals und die Brust sind braun mit rotbrauner Querbänderung, die Bauchmitte ist rötlich. Die übrige Unterseite sowie die Rumpfoberseite sind grün, die Oberflügeldecken sind ebenfalls überwiegend grün, die großen oberen Handdecken sowie der Flügelbug im Bereich des Handgelenks sind gelb bis orange. Die Handschwingen sind blau, der Schwanz ist rostrot.

## Verbreitung und Lebensraum
Das Verbreitungsgebiet erstreckt sich in Kolumbien über beide Hänge der Ostanden, in der Provinz Boyacá am Totasee bis in den Südwesten Cundinamarcas. Die Art bewohnt gemäßigte und subtropische Wälder in Höhen zwischen 1850 und 3000 Metern, Krummholzzonen in Höhen zwischen 3000 und 3400 Metern sowie den angrenzenden Páramo. Man kann sie dort an Waldrändern und im Buschwerk beobachten.

## Lebensweise
Die Vögel bewegen sich meist in Gruppen von sechs bis 14 Tieren. Während des Fluges kreischen sie auffällig. Zur Nahrung der Sittiche gehören die Früchte der Heidekrautgewächse (Ericaceae), Lorbeergewächse (Lauraceae) und Schwarzmundgewächse (Melastomataceae). Hin und wieder fressen sie auch Samen und Mais. Die Brutzeit liegt zwischen August und Januar.

## Etymologie und Forschungsgeschichte
Die Erstbeschreibung des Braunbrustsittichs erfolgte 1854 durch François Victor Masséna und Charles de Souancé unter dem wissenschaftlichen Namen Conurus callipterus. Als Heimatort des Typusexemplars gaben sie Neugranada und Kolumbien an. Bereits 1856 führte Charles Lucien Jules Laurent Bonaparte die für die Wissenschaft neue Gattung Pyrrhura ein. Dieser Name leitet sich von »pyrrhos πυρρος« für »rot« und »oura οὐρά« für »Schwanz« ab. Der Artname »calliptera« ist ein griechisches Wortgebilde aus »kallos, kalos καλλος, καλος« für »Schönheit, schön« und »-pteros, pteron -πτερος, πτερον« für »-geflügelt. Flügel«.